# Schlafendes Mädchen
Schlafendes Mädchen ist ein von Jan Vermeer im Jahr 1657 geschaffenes Ölgemälde. Es ist heute im Metropolitan Museum of Art in New York ausgestellt.

## Bildbeschreibung
Im Bild sitzt eine Frau an einem Tisch. Sie trägt ein ausgeschnittenes rotes Kleid mit einem spitzengesäumten weißen Kragen und Perlenohrringe. Sie hat ihre Augen geschlossenen und stützt mit ihrem Arm den Kopf auf dem Tisch ab. Der als Tischdecke dienende orientalische Teppich ist nachlässig zurückgeschoben. Auf dem Tisch befinden sich eine Obstschale aus Delfter Keramik mit und eine Weinkaraffe. Dieser unordentlich wirkende Vordergrund mit der Frau und dem Tisch steht im Kontrast zu dem karger Hintergrund, der durch die horizontale und orthogonalen Linien eines angeschnittenen Bildes auf der einen Seite und einer angeschnittenen Landkarte und der Lehnen der beiden repräsentativen Stühle strukturiert ist. Durch die offene Tür fällt der Blick in einen karg möblierten Raum, an dessen Rückwand zwei Bilder hängen.

## Bedeutung
Mit der Karaffe im Bildvordergrund spielt Jan Vermeer auf den Weingenuss an. Der Ruhezustand der Frau ist auf diesen Genuss zurückzuführen, was auch in der Betitelung des Bildes aufgenommen wurde. So hieß es beim Verkauf am 16. Mai 1696 in Amsterdam Een dronke slafende Meyd aen een Tafel (Ein betrunkenes, schlafendes Mädchen an einem Tisch). Bei einem weiteren Verkauf im Jahr 1737 wurde das Bild mit Een slapent vrouwtje, van de Delfse van der Meer (Eine schlafende junge Frau, von Van der Meer aus Delft) betitelt.
Das Fehlverhalten unbeaufsichtigter Dienstmädchen war ein beliebtes Thema der niederländischen Maler des 17. Jahrhunderts. In Vermeers Darstellung eines jungen Dienstmädchens, das neben einem Glas Wein einnickt, verwandelt sich jedoch eine alltägliche Szene in eine Studie von Licht, Farbe und Textur, die jede moralisierende Belehrung überflüssig macht. Während das umgestürzte Glas auf der linken Seite (das inzwischen abgenutzt ist) und der zerknitterte Tischteppich auf einen kürzlich verstorbenen Besucher hinweisen, zeigen Röntgenaufnahmen, dass Vermeer eine männliche Figur, die ursprünglich in der Tür stand, entfernt hat, was die Mehrdeutigkeit des Gemäldes noch verstärkt.